# Sallie Holley
Pour les articles homonymes, voir Holley.
Sallie Holley, née le 17 février 1818 à Canandaigua dans l'État de New York et morte le 12 janvier 1893 à New York, est une enseignante, abolitionniste américaine, membre de l'American Anti-Slavery Society.

## Biographie

### Jeunesse et formation
Sallie Holley est la quatrième fille et neuvième enfant des douze enfants de Myron Holley (en) et de son épouse Sally House,.
Son père est un descendant de John Holley qui, natif de Salisbury, est parti de la Grande Bretagne pour joindre la Nouvelle-Angleterre où il s'établit à Stamford dans l'actuel État du Connecticut. Myron Holley après être diplômé du Williams College ouvre un cabinet de juriste à Canandaigua dans l'État de New York en 1803. En 1816, la législature d'État de New York l'envoie pour étudier où en sont les autorisations pour la construction du canal Érié et il est nommé membre de la Erie Canal Commission (en) où il tient le poste de trésorier. Il est également connu pour son adhésion à des cercles anti-maçonniques et en tant qu'abolitionniste convaincu, il est l'un des membres fondateurs du Parti de la liberté. Ses convictions abolitionnistes influencent sa fille Sallie Holley,.
La mère de Sallie Holley est née à Schenectady dans l'État de New York est une fidèle de l'Église méthodiste.
Sallie Holley est âgée de trois ans lorsqu'elle déménage avec sa famille à Lyons dans l'État de New York, où elle passe sa jeunesse et suit sa formation scolaire. Pendant son adolescence Sallie Holley  aime danser, aller au théâtre et autres divertissement qu'offre la vie locale.

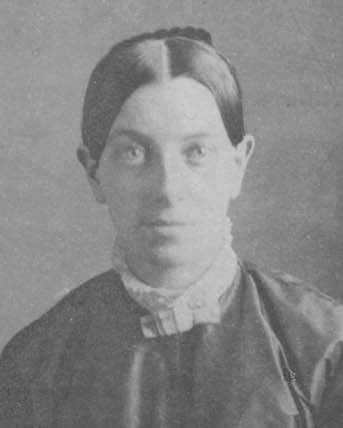
Portrait photographique de Caroline F. Putnam.

Son père, Myron Holley meurt en 1841, ce décès conduit Sallie Holley, qui jusqu'à cette date menait une vie d'insouciance, à réfléchir quant à son avenir et à se donner un but. En 1847, après avoir brièvement enseigné à Rochester, elle se présente à l'Oberlin College qui l'accepte. Elle y fait la connaissance de Caroline F. Putnam (en) avec qui elle noue une longue amitié pendant 46 ans. C'est pendant ses études universitaires qu'elle écoute pour la première fois Abby Kelley Foster, disciple de William Lloyd Garrison, venue donner une conférence à Litchfield, Ohio (en),.

### Carrière
En 1851, après l'obtention de son Bachelor of Arts, Sallie Holley est engagée comme agent de l'American Anti-Slavery Society. Elle donne plusieurs conférences par semaine en faveur de l'abolition. Elle est souvent accompagnée de Caroline F. Putnam. Son travail est applaudi, elle est souvent invitée par  William Lloyd Garrison, Abby Kelley Foster, Lucretia Mott, Angelina Grimke ou Theodore Weld,.
Jusqu'en 1864, Sallie Holley soutient le Parti républicain qui lui semble être le meilleur vecteur pour faire aboutir l'émancipation, puis rejoint William Lloyd Garrison et ses adeptes qui réclament une émancipation immédiate, radicalisme qui les différencie des autres prises de position politiques.
De 1863 à 1870, Sallie Holley donne des conférences en faveur du droit de vote des Afro-Américains, même pendant la guerre de Sécession, et parallèlement, elle organise des collectes de vêtements pour les Afro-Américains fraîchement émancipés par la proclamation de 1863 puis par le Treizième amendement de la Constitution des États-Unis. Elle écrit également des articles au sein du National Anti- Slavery Standard, l'organe de presse de l'American Anti-Slavery Society.
À la dissolution de la société en 1870, Sallie Holley part rejoindre son amie Caroline F. Putnam à Lottsburg, Virginia (en) dans le comté de Northumberland. Deux ans plus tôt, Caroline F. Putnam y a créé un établissement scolaire à destination des Afro-Américains émancipés ; école faisant partie des nombreuses écoles créées par les nordistes au lendemain de la guerre de Sécession,.
Grâce aux dons de sympathisants et au soutien du Parti républicain, Sallie Holley et Caroline F. Putnam peuvent donner un enseignement primaire de qualité à l'ensemble de leurs élèves. À la fin de leur scolarité, les élèves sont pris en charge par des femmes membres du Parti républicain qui vont les aider à accomplir leur nouvelle vie d'individus libres.  
Le climat d’hostilité des Blancs envers leur école, et l'ostracisation dont elles sont victimes, contribuent à une rupture entre Caroline F. Putnam et Sallie Holley ; en 1885, cette dernière quitte le domicile où elles menaient une vie commune. Malgré une réconciliation partielle, la responsabilité de l'école incombe de plus en plus à Caroline F. Putnam, charge qu'elle mène seule jusqu'à sa mort en 1917,.

### Dernières années et décès
Avec l'âge, Sallie Holley prend ses distances vis à vis des organisations soutenant l'émancipation des femmes.
Le 12 janvier 1893, trente ans après la proclamation d'émancipation, Sallie Holley meurt d'une sévère pneumonie dans sa suite du Miller's Hotel de New York. Ses funérailles sont organisées par son ami le docteur Frank Fuller et elle est inhumée au Mount Hope Cemetery (Rochester) (en) à côté de la tombe  de son père,,.

### Vie privée
Il est plus que probable que Sallie Holley et Caroline F. Putnam aient entretenu une relation amoureuse,.

## Pour approfondir